# Yeah Yeah Yeahs (EP)
Yeah Yeah Yeahs – debiutancki minialbum zespołu Yeah Yeah Yeahs, wydany w 2001 przez własną wytwórnię grupy, Shifty. Czasem omyłkowo bywa nazywany Master, ze względu na widoczny na okładce naszyjnik z tym właśnie słowem. Minialbum zajął pierwsze miejsce na UK Indie Chart.

## Lista utworów
1. Bang - 3:09
2. Mystery Girl - 2:57
3. Art Star - 2:00
4. Miles Away - 2:20
5. Our Time - 2:20

## Skład
- Karen O - wokal prowadzący
- Nick Zinner - gitary
- Brian Chase - perkusja

### Produkcja
- Crispin - oprawa graficzna
- Chuck Scott - mastering
- Jerry Teel - inżynier dźwięku